# Serse Coppi

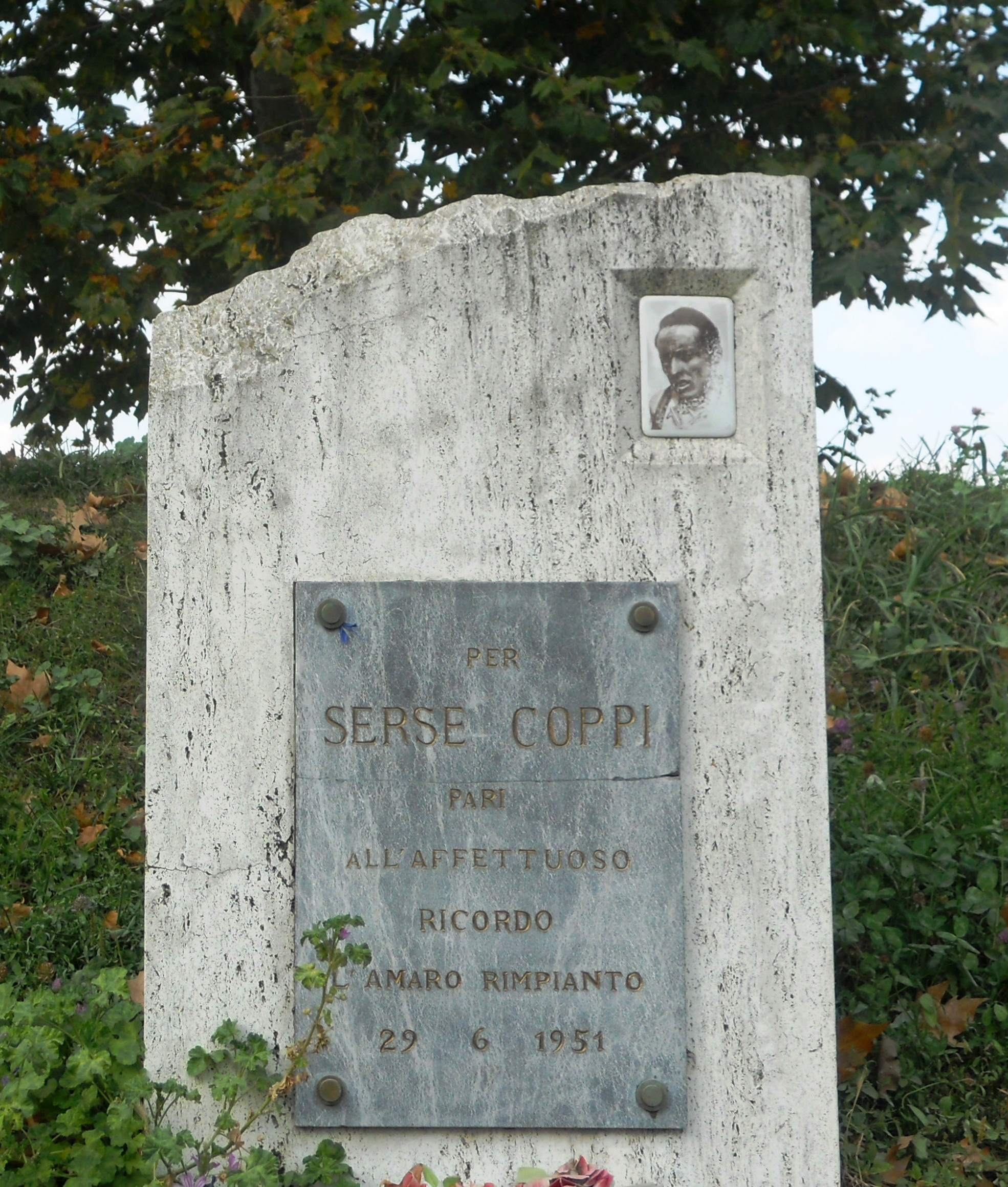
Gedenkstein für Serse Coppi vor dem Motovelodromo Fausto Coppi in Turin

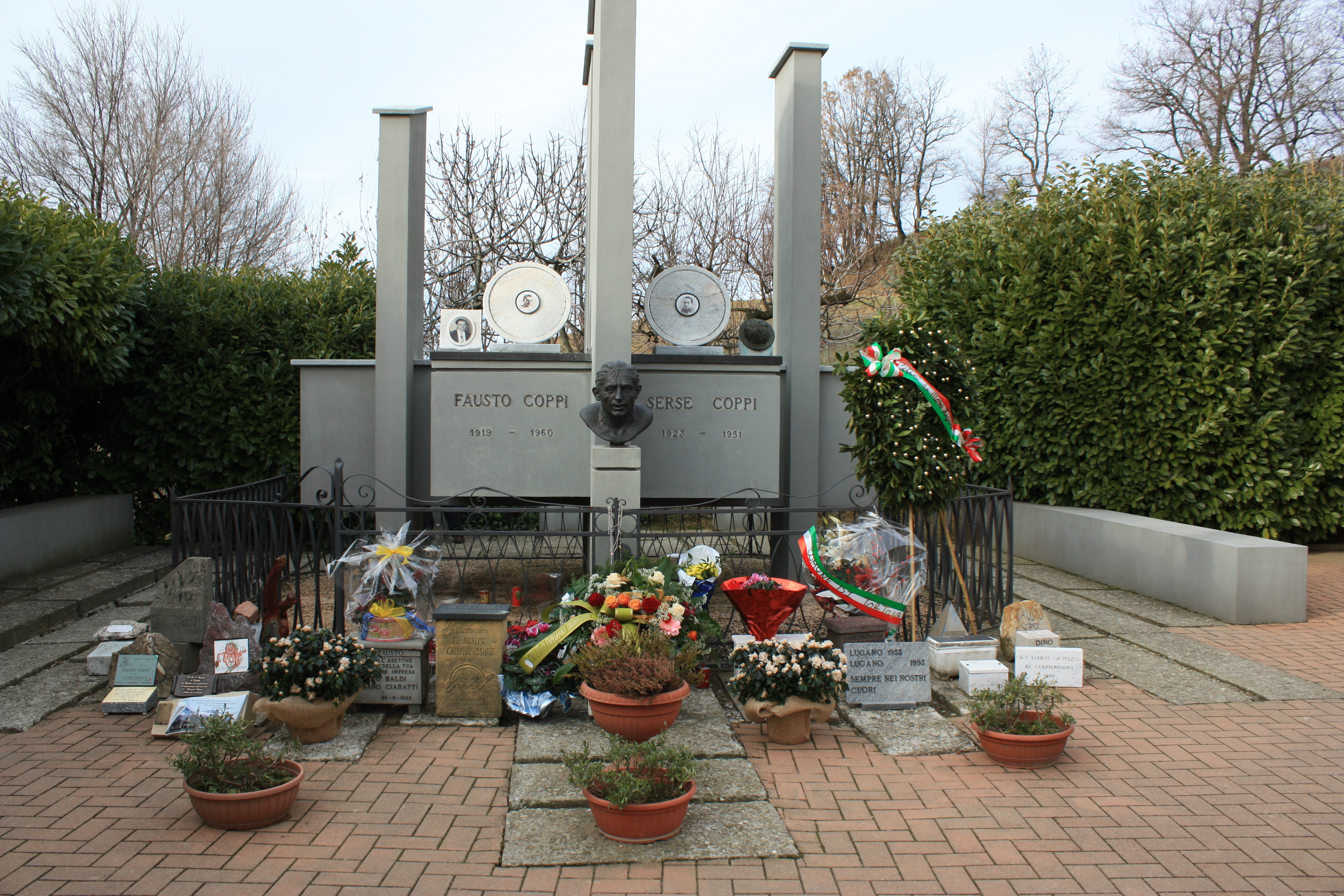
Das Grab der Brüder Coppi in Castellania

Serse Coppi (* 19. März 1923 in Castellania; † 29. Juni 1951 in Turin) war ein italienischer Radrennfahrer.
Serse Coppi war der um vier Jahre jüngere Bruder des italienischen Radsportstars Fausto Coppi. Seine Profikarriere begann 1946 im italienischen Team Bianchi; dort fuhr er zusammen mit seinem Bruder.
Coppis größter Erfolg seiner Laufbahn war der Sieg bei Paris–Roubaix im Jahr 1949, der allerdings umstritten war. Zunächst wurde der Franzose André Mahé als Sieger geehrt. Dieser hatte durch den Fehler eines Polizisten, der ihn falsch geleitet hatte, einen Umweg fahren müssen, weshalb er aber von der falschen Seite auf die Radrennbahn von Roubaix gefahren war; zwei weitere Fahrer, denen es ebenso ergangen war, belegten Platz zwei und drei. Serse Coppi gewann den Sprint des Hauptfeldes.
Serse Coppi älterer Bruder Fausto machte daraufhin seinen Einfluss auf die Wertung des Rennens geltend. Nach monatelangem Tauziehen zwischen dem französischen und dem italienischen Radsportverband sowie innerhalb des Weltradsportverbandes UCI wurden schließlich Mahé sowie Coppi gleichermaßen zu Siegern ernannt.
Im Jahr 1951 startete Serse Coppi gemeinsam mit seinem Bruder Fausto bei der Piemont-Rundfahrt. Beim finalen Spurt in Turin blieb er mit seinem Rad in einer Straßenbahnschiene hängen und stürzte auf den Kopf. Trotzdem kehrte er in sein Hotel zurück, wo sich sein Zustand allerdings verschlechterte, so dass er ins Krankenhaus gebracht werden musste. Bevor er operiert werden konnte, starb er an einer Hirnblutung.
Serse Coppi und sein Bruder Fausto, der 1960 im Alter von 40 Jahren starb, sind gemeinsam in einem Grab auf dem Friedhof ihres Heimatortes Castellania beerdigt.